# Apparecchio di punteria generale
L'apparecchio di punteria generale o APG era uno strumento ottico-meccanico utilizzato nei sistemi di puntamento delle navi da guerra dalla prima guerra mondiale alla seconda guerra mondiale quando fu affiancato e poi sostituito dai sistemi di puntamento radar.

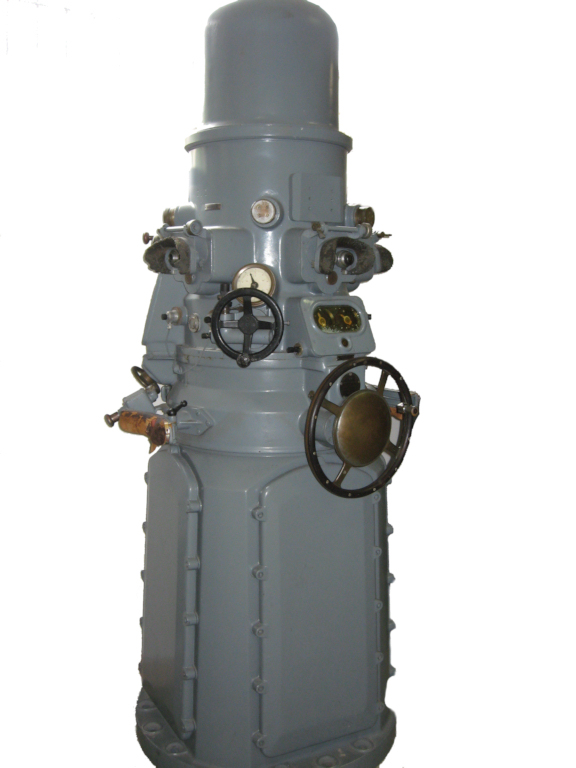
Apparecchio di punteria generale (APG) dell'incrociatore Raimondo Montecuccoli conservato presso il Museo tecnico navale di La Spezia

Il tiro navale è particolarmente complesso poiché: 1) sia la nave che effettua il tiro, sia il bersaglio sono in movimento e 2) la stessa piattaforma di tiro rolla e beccheggia secondo il moto ondoso, facendo sì che istante per istante il piano di appoggio dei cannoni non è un piano orizzontale ma ha un angolo di prua e un angolo laterale rispetto al piano orizzontale. Per colpire il bersaglio è quindi necessario sia eseguire una stima del luogo in cui il bersaglio si troverà quando il proiettile giungerà a segno, sia tenere conto del disallineamento dei due piani. Tenuto conto delle distanze usuali del tiro navale che, all'epoca, potevano anche superare i 10 km, il calcolo delle soluzioni di tiro che tenesse conto di tutte le variabili non poteva ovviamente essere fatto "a vista" come nel caso del tiro diretto a distanza ravvicinata. 

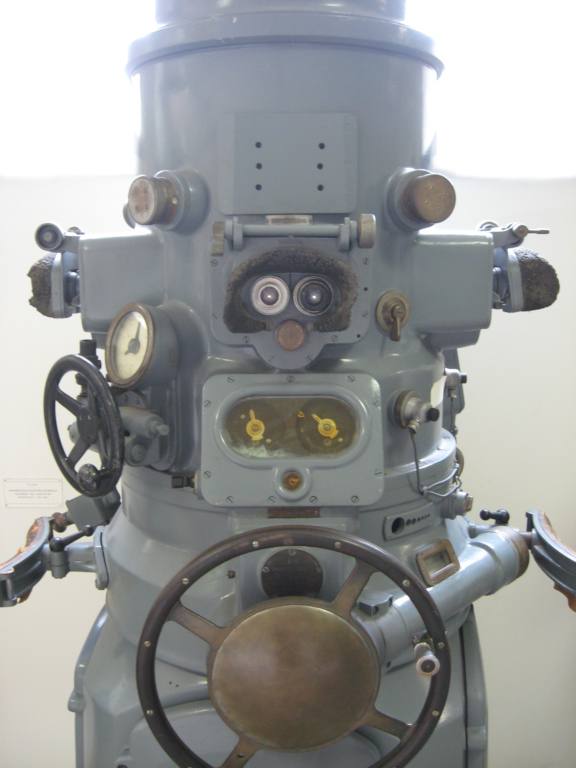
Particolare della sezione "brandeggio" dello stesso A.P.G.

Mediante l'APG il puntatore in brandeggio seguiva il bersaglio con gli oculari posti nella parte ruotante, mentre il puntatore in sito teneva la mira sul bersaglio tramite un'altra coppia di oculari collegati un prisma mobile in modo da misurare lo sbandamento della nave e potevano così rilevare in continuo la sua direzione rispetto alla prua e l'angolo di sbandamento della nave legato al moto ondoso. In base a queste misurazioni l'APG forniva in continuo ai cannoni i valori degli angoli di brandeggio e di elevazione, corretti per le velocità relative della nave e del bersaglio e per lo sbandamento.

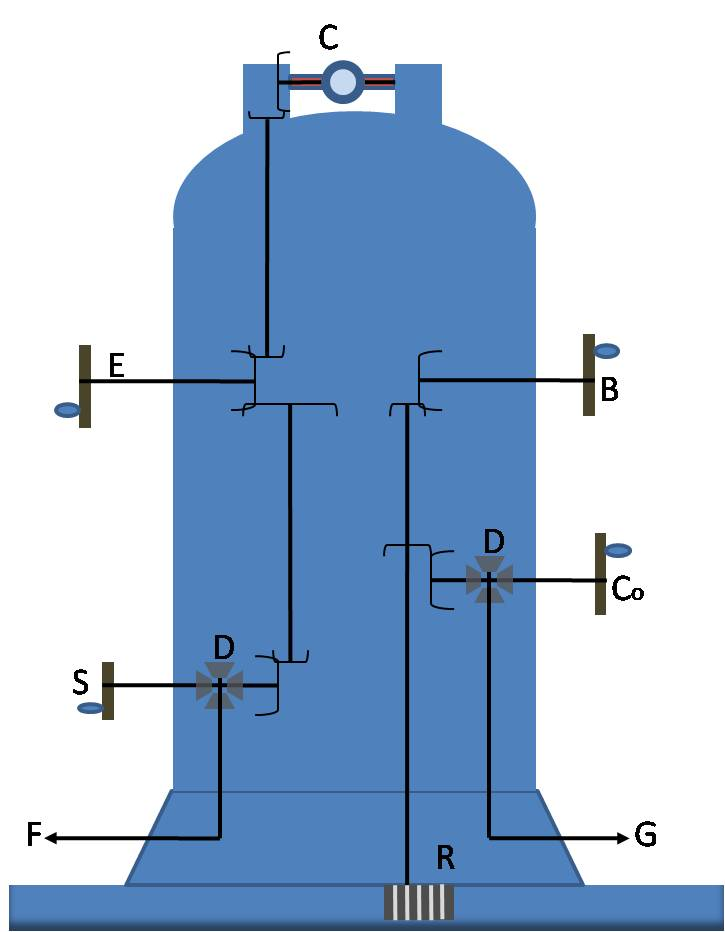
A.P.G. Schema del funzionamento di una colonnina di punteria: B volantino di brandeggio, C cannocchiale di mira, Co volantino del cursore laterale, D differenziale, E volantino di elevazione, F elevazione trasmessa agli orologi di punteria dei cannoni, G Brandeggio trasmesso agli orologi di punteria dei cannoni, R ingranaggio di trascinamento, S volantino dell'alzo.

Gli stessi dati erano inviati alla centrale di tiro che li integrava con gli altri dati provenienti dall'anemometro (che permetteva di correggere il tiro secondo la velocità e la direzione del vento), dai telemetri e stereotelemetri siti nella torretta telemetrica (che permettevano di conoscere la distanza del bersaglio) e dal gimetro (che misurava la variazione angolare del brandeggio nell'unità di tempo), dall'indicatore centrale e tavolo previsore. La centrale di tiro dava quindi la correzione totale da applicare all'alzo e al brandeggio per puntare correttamente i cannoni.
Solitamente l'APG era situato in posizione elevata, spesso integrato nelle torrette telemetriche, in modo da essere meno soggetto all'interferenza degli spruzzi provenienti dal mare e del fumo generato dai motori o dallo sparo dei cannoni. 

## Storia

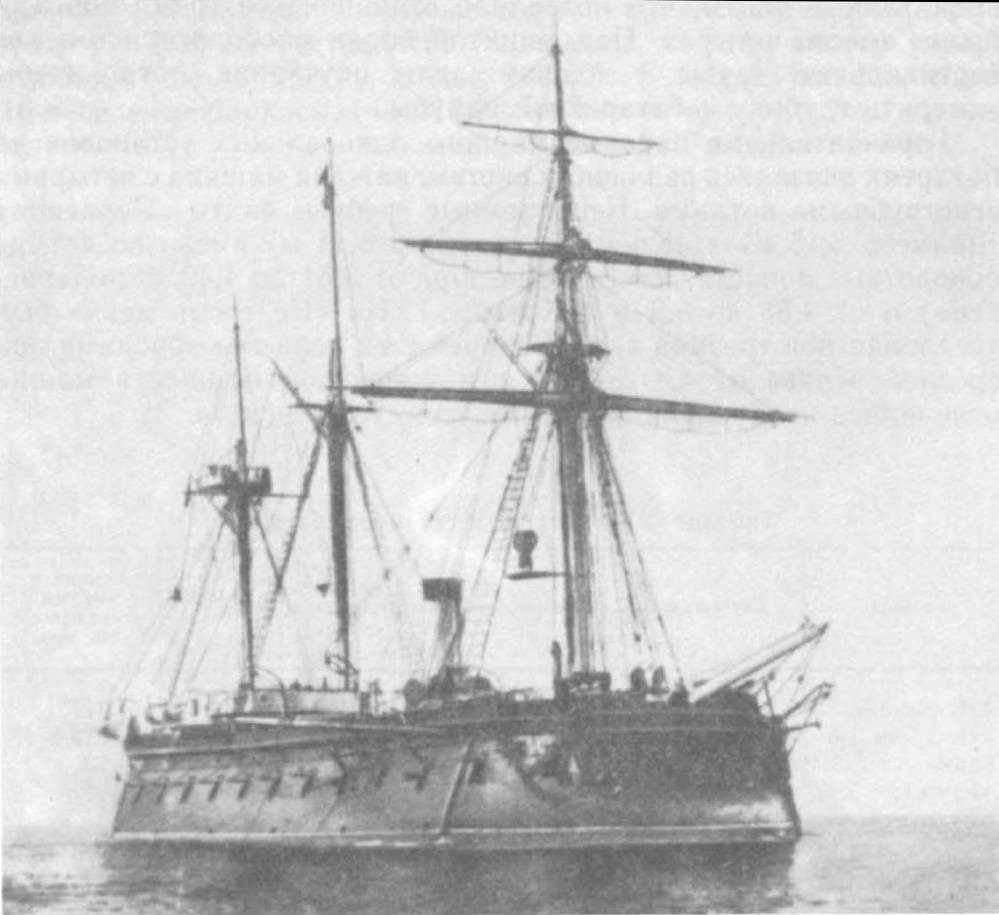
La corazzata Pervenets, la prima nave a montare un APG nel 1873.

La necessità di disporre di uno strumento in grado di governare il fuoco delle batterie principali di una nave divenne evidente dalla metà dell'Ottocento con il progredire delle artiglierie, in particolare l'introduzione dei sistemi di retrocarica. L'aumentata distanza di tiro rese necessario il fuoco a salve concentrate, in modo da rendere distinguibili gli spruzzi dei colpi mancati, dato che i colpi a segno erano di difficile rilevamento a causa del fumo sprigionato dal fuoco avversario e le esplosioni dei colpi a segno potevano essere confuse con i lampi delle bocche da fuoco del bersaglio. La marina britannica iniziò a sperimentare un sistema per il fuoco centralizzato sulla fregata HMS Hussar nel 1826, grazie al lavoro del capitano William Kennish Carpenter che utilizzò un teodolite collegato ad un pendolo per compensare il rollio, le soluzioni di tiro venivano, però, inviate ai cannoni a voce. Con l'introduzione, nel 1868, dei sistemi sparo elettrici questi primitivi sistemi di controllo centralizzato furono installati su tutte le navi maggiori, uno per bordo. Tali sistemi si diffusero rapidamente in tutte le marine militari del mondo. Il sistema era costituito da un teodolite binoculare da cui si osservava il bersaglio per scegliere il momento di sparo al momento prescelto della rollata della nave, l'alzo e le compensazioni di parallasse per i cannoni erano preselezionate in base alla distanza stimata di tiro, 800 yarde (732 m), 1000 yarde (914 m) e nel 1882 si aggiunse un set a 1600 yarde (1460 m). La tattica di tiro consisteva nel creare un corridoio di fuoco alla distanza stimata del bersaglio ed era compito del comandante manovrare la nave per tenere la nave avversaria abbastanza a lungo all'interno dell'area di fuoco fino ad affondarla. Questi strumenti mostravano evidenti limiti quando la distanza e la velocità del bersaglio aumentavano, nel 1876, Alexey Pavlovich Davydov (Давыдов Алексей Павлович 1826—1904) costruì per la marina russa il primo apparecchio di punteria generale in grado di assolvere le principali funzioni, compreso il comando di fuoco. Dopo alcune prove fu installato sulla corazzata Pervenets (Первенец, primogenito) nel 1870, ed in seguito sulle altre corazzate della flotta russa, venne utilizzato per la prima volta in battaglia nella guerra russo turca del 1877.

### Nella Royal Navy
Per la marina britannica si dovette attendere l'iniziativa dell'ammiraglio Percy Scott, responsabile, all'epoca, dello sviluppo del tiro (Target Practice) della Royal Navy, che propose un apparecchio che fosse in grado di seguire la mira in continuo ed inserire le correzioni per l'alzo e la parallasse, e ne installò un prototipo sulla HMS Hero nel 1903 che controllava il tiro dell'unica torretta della nave da remoto. Nel 1905 Scott sviluppò un nuovo apparecchio di punteria generale per la HMS Drednought, che permetteva un reale controllo centralizzato delle batterie principali della nave. Prima dell'adozione definitiva furono effettuati numerose prove e si susseguirono prototipi sempre più perfezionati, solo nel 1912 si raggiunse un grado di perfezionamento sufficiente perché l'installazione fosse estesa a tutte le navi principali della Royal Navy. L'andamento della battaglia di Helgoland convinse l'ammiragliato a rendere prioritaria l'installazione degli APG su tutte le unità maggiori, lo scontro, avvenuto in condizioni di scarsa visibilità, aveva evidenziato una eccessiva dispersione del tiro a causa della difficoltà di individuazione dei bersagli da parte degli ufficiali di tiro delle torrette.
Dopo la Battaglia dello Jutland furono installati anche gli apparecchi di punteria generale per le batterie secondarie e ne fu progressivamente estesa l'installazione anche a tutte le unità minori.

### Nella marina tedesca
La marina tedesca adottò, come le altre marine militari, i sistemi di direzione di tiro centralizzati ma non sviluppò un apparato di punteria generale completo fino al dopoguerra, le navi tedesche della prima guerra mondiale erano dotate di un apparato per l'individuazione dei bersagli centralizzato per la direzione del tiro, denominato Richtungweiser o RW (segnalatore), mentre le distanze rilevate dai telemetri venivano raccolte ed elaborate in una centrale di trasmissione che calcolava le soluzioni di tiro con un apparecchio simile al Dumaresq, denominato EU/SV Anzeiger, per poi trasmetterle alle torrette dove, in seguito ad un segnale sonoro, si azionava il comando di sparo.

### Nella Regia Marina
Nel 1915, con l'entrata in guerra dell'Italia, la Regia Marina fece formale richiesta alla Gran Bretagna di fornire un apparecchio di punteria generale per le proprie corazzate monocalibro che ne erano all'epoca sprovviste, con i conseguenti problemi di dispersione del tiro. Ricevuto un netto diniego, si incaricò la ditta Girardelli di svilupparne un prototipo sulla base delle caratteristiche note dei modelli britannici. Solo nel 1917 i primi apparecchi furono realizzati per iniziare ad equipaggiare il Duilio e l'Andrea Doria nella seconda metà del 1918. Nel 1921 furono installati, in versione migliorata, sulla Conte di Cavour e poi, tra il 1922 ed il 1923, sulla Dante Alighieri installato in coffa, posta sul nuovo tripode di prua.

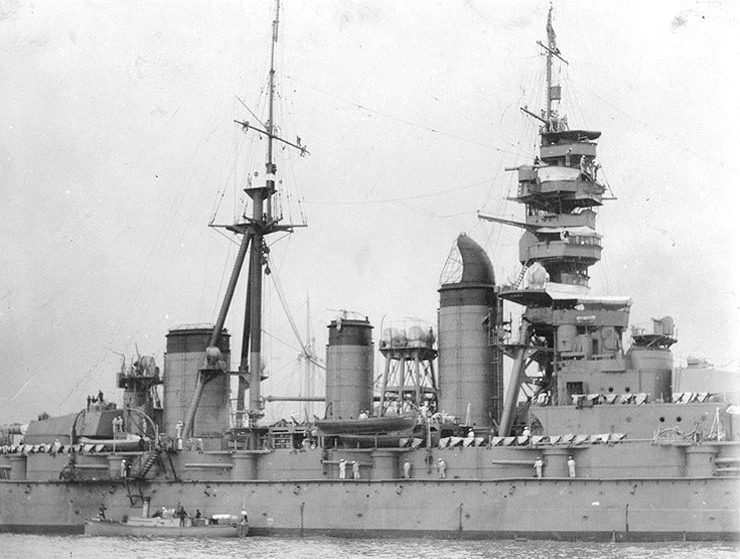
La Kongo nel 1926

### Nella marina giapponese
La marina imperiale giapponese fece uso di sistemi britannici dal 1914 fino al 1920, grazie all'alleanza rinnovata nel 1911 a dispetto dell'opposizione dell'Ammiragliato britannico. Il primo apparecchio di punteria generale fu un modello della Vickers installato sull'incrociatore da battaglia Kongo nel 1916 che era stato costruito dalla stessa Vickers in Gran Bretagna. L'installazione fu estesa a tutte le navi da battaglia e poi, nel 1918, fino agli incrociatori leggeri per un totale di 132 apparecchi installati. Gli apparecchi erano installati su coffe vetrate, come sulle navi britanniche fino agli anni trenta, e questo tipo di installazione rimase per tutta la seconda guerra mondiale, senza sviluppare le stazioni di tiro corazzate e ruotanti tipiche delle altre marine.